# Михайловка (усадьба)
Михайловка (также «Михайловская дача» и «Михайловское имение») — дворцово-парковый ансамбль XIX века на Петергофской дороге, до революции принадлежавший потомкам великого князя Михаила Николаевича Романова, сына Императора Николая  I. Территория парка относится также к государственному природному заказнику регионального значения Южное побережье Невской губы.

## Ранняя история
Михайловка включает несколько дачных «мест» начала XVIII века:
- первое (с востока) место было «докторским», принадлежавшим личным врачам Петра I Р. К. Арескину и, после 1718 года, Л. Л. Блюментросту (позже первому президенту Академии наук).
- вторым местом владел шеф-повар («обер-кухмистер») Петра I Иоганн Фельтен
- третье место принадлежало кораблестроителю Тихону Игнатьевичу Лукину
- пятью местами владел сенатор граф Иван Алексеевич Мусин-Пушкин.

На территории Михайловки также располагались усадьба Меншикова «Фаворит» и дача стольника И. Стрешнева.
Позже домами в Михайловке в разное время владели фельдмаршал Миних (усадьбa «Убежище»), А. Г. Разумовский и президент Академии наук К. Г. Разумовский. К. Г. Разумовский также был (последним) гетманом Малороссии и оттого усадьба в XVIII веке также была известна как «Гетманская мыза».
В начале XIX века часть участков поступила во владение княгини В. А. Шаховской, которая дала объединённой усадьбе романтичное название «Монкальм» (фр. mon calme, «мой покой»).

## Императорская дача
В мае 1834 года «Монкальм» и Гетманская мыза были приобретены для (тогда двухлетнего) великого князя Михаила Николаевича, сына Николая I, и место получило своё современное название. В 1836 году к ним было присоединено соседнее Мало-Знаменское (которое ранее было северо-восточной частью Гетманской мызы). Под управлением департамента уделов в 1830-х и 1840-х годах в усадьбе была проложена прибрежная Морская дорога, высажены сотни деревьев (липы, дубы, ели, ясени, лиственницы, березы), расчищена сосновая роща, осушены болота, построены мосты. Был снесен деревянный дом миниховской усадьбы с флигелями и гостевой двор. Деревня Коркули, примыкавшая к усадьбе с XVII века, была перенесена на версту, ближе к шоссе.
Проект дворца был подготовлен в 1850 году архитектором А. И. Штакеншнейдером. Им же были возведены две оранжереи и дом садовника. 1856 году для работы над дворцом был выбран архитектор И. И. Шарлемань. Когда министр двора граф В. Ф. Адлерберг добился отстранения Шарлеманя, по решению самого Михаила Николаевича усадьбу достраивал Г. Э. Боссе. Закладка дворца состоялась в 1858 году, строительство двух корпусов (Большого и Малого дворцов), соединённых переходами и галереями, завершено в мае 1862 года.

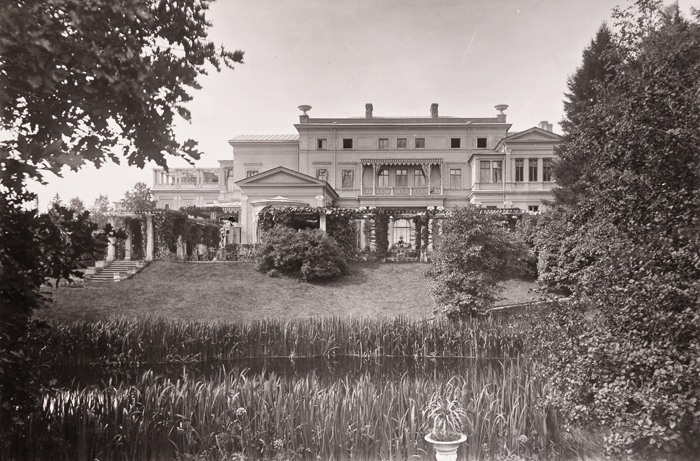
Дворец великого князя Михаила Николаевича
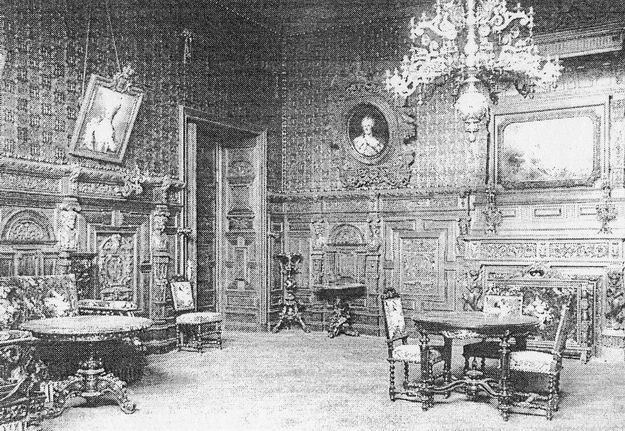
Интерьер — пример оформления в духе архитектурной эклектики

Имение было задумано как архитектурно-ландшафтный комплекс, располагающийся на двух террасах с осями, проходящими по Гофмейстерскому и Церковному проездам.
Кроме дворца, комплекс включал:
- Кухонный и Конюшенный корпуса
- Кавалерийский (Гофмейстерский) корпус, перестроенный из бывшего дома Разумовских
- егерский дом с псарней
- оранжереи с домом садовника
- здание караулки
- многочисленные садовые сооружения: перголы, веранды, статуи, фонтаны.

В 1861 году на месте деревянного дома Миниха началось строительство церкви святой Ольги по проекту архитектора Д. И. Гримма. С её завершением в 1864 году основное строительство закончилось; в дальнейшем строились незначительные сооружения — чугунная часовня, гараж, кегельбан, теннисные корты.
В XVIII веке дачи окружал регулярный парк, позднее преобразованный в английский пейзажный по указаниям садового мастера Фроста с устройством новых дорожек, полян и куртин. K старым были добавлены новые пруды, соединённые извилистыми протоками с мостиками и плотинами. Парк был перепланирован по проекту А. И. Штакеншнейдера и А. И. Резанова, в 1859—1862 вновь перепланирован архитектором Боссе. Дубы, посаженные ещё при Меншикове, при этом были сохранены. Общая площадь парка — 106 гектаров.

## Советское время
До 1917 усадьба принадлежала потомкам Михаила Николаевича. В 1919—1941 в усадьбе работала трудовая школа-колония «Красные зори». Главный дворец был
сильно разрушен во время Великой Отечественной войны, остальные здания также повреждены. В 1945 году в усадьбе разместилась птицефабрика Ленмясокомбината, которая, с целью ремонта отдельных зданий, разбирала повреждённые на строительные материалы.
В 1967 году усадьба была передана Кировскому заводу под базу отдыха и в 1970—1979 годах отреставрирована по проекту архитектора М. И. Толстого. В усадьбе помещался пансионат «Красные Зори», позднее получивший название «Усадьба Михайловка».

## Современное состояние
Михайловка была объявлена памятником истории и культуры федерального значения и с 2003 по 2006 год находилась в ведении Управления делами Президента Российской Федерации. В июле 2006 года по распоряжению правительства РФ дворцово-парковый ансамбль «Михайловская дача» был передан Санкт-Петербургскому государственному университету под кампус Высшей школы менеджмента СПбГУ.
С 1 сентября 2015 года в кампусе в полном объёме началось проведение учебного процесса. Полностью отреставрирован и введен в эксплуатацию Конюшенный корпус, ставший учебным. Из нового строительства появились хозяйственный корпус и студенческое кафе на 1000 мест. В ближайшей перспективе ожидается постройка комплекса студенческих общежитий (2018 год). Здания Гофмейстерского корпуса и дворца законсервированы. Территория огорожена, свободный вход в парк закрыт.
С мая 2019 года проход на территорию восстановлен: забор убран, Нижняя дорога также открыта для пешеходного и велосипедного движения.
В 2021 году в кампусе были открыты гибридные аудитории (объединяют цифровую и очную среды обучения), и студенческие общежития. В девяти жилых корпусах предусмотрены 600 мест для студентов, коворкинги, созданы жилые блоки для маломобильных групп населения.
В сентябре 2023 года прошли торги на аренду усадьбы. Единственным участником и, соответственно, победителем торгов по аренде дворца усадьбы стало ООО «Дворцово-парковый ансамбль Михайловские дачи». «Михайловская дача» и четыре сопутствующих надворных постройки общей площадью около 11,5 тыс. кв. м фирма получила в аренду по цене 1 рубль за каждое. Арендатор должен будет восстановить постройки за 7 лет.

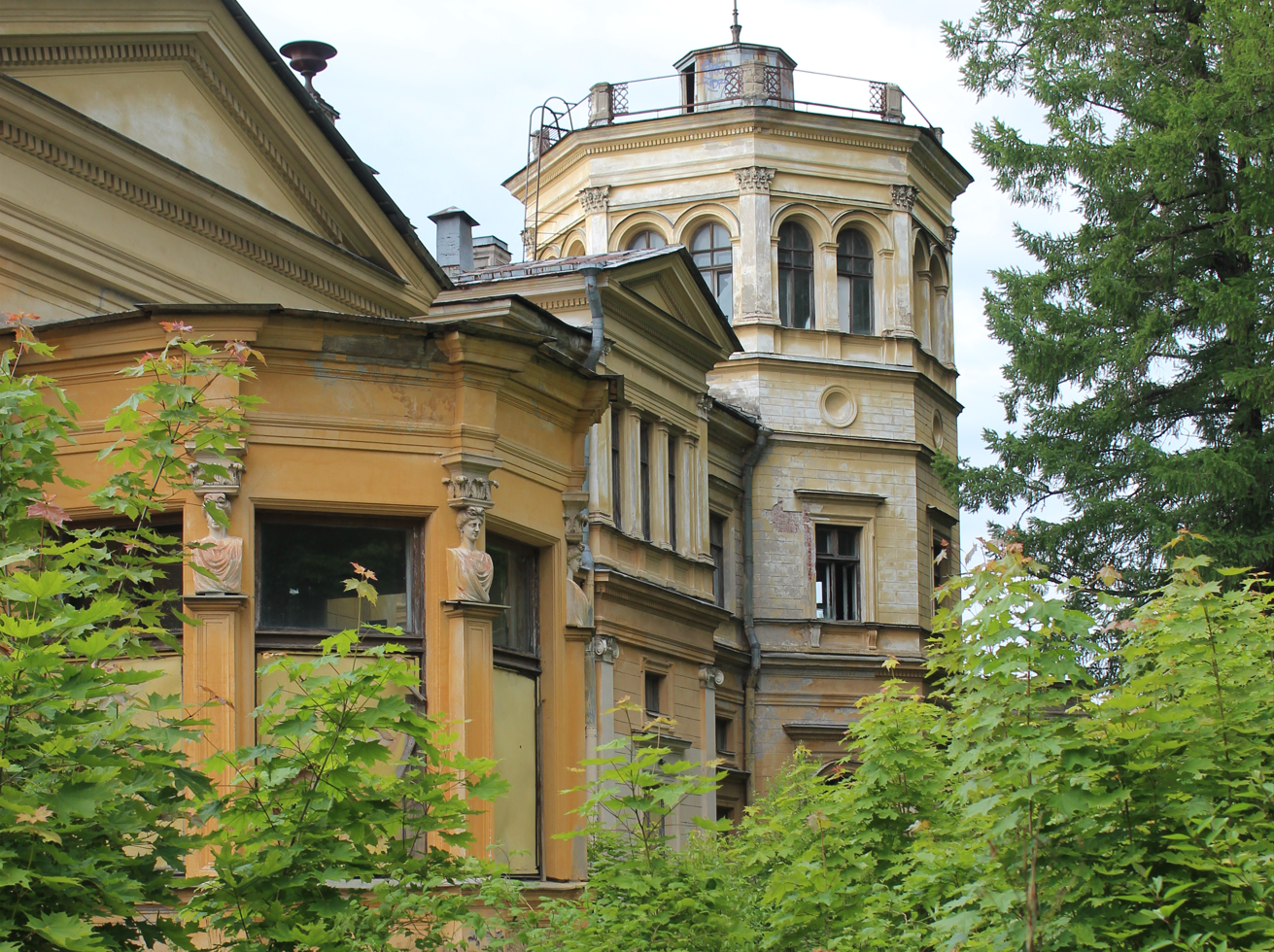
Дворец Великого Князя Михаила Николаевича. Июнь 2023 года
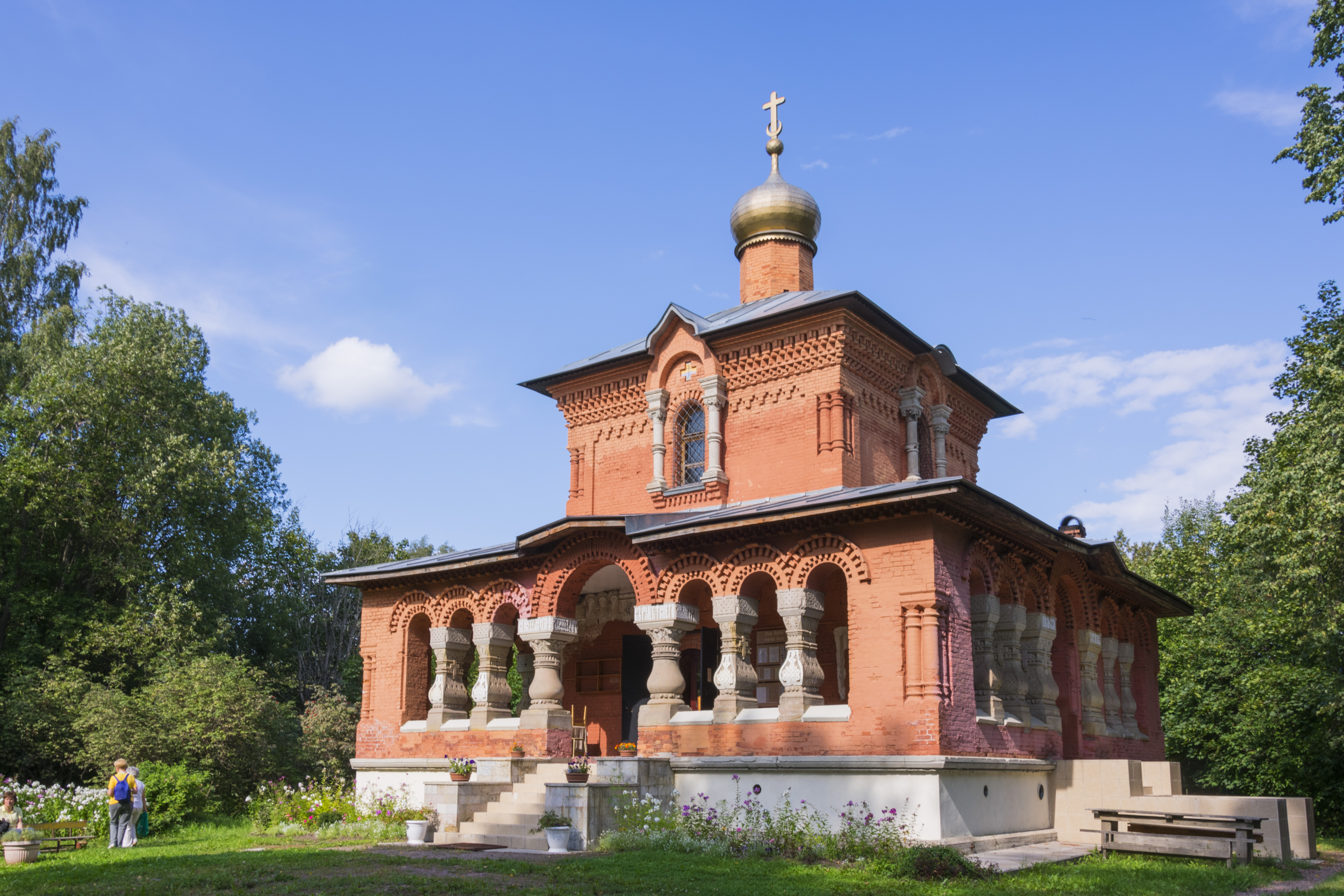
Церковь святой Равноапостольной Княгини Ольги. 2018 год